# Clematis tosaensis
Clematis tosaensis là một loài thực vật có hoa trong họ Mao lương. Loài này được Makino mô tả khoa học đầu tiên năm 1897.